# Violence Action
Violence Action (バイオレンスアクション?, Baiorensu Akushon) è un manga scritto da Shin Sawada e disegnato da Renji Asai, pubblicato sulla rivista web Yawaraka Spirits a partire dal 26 aprile 2016. I singoli capitoli vengono poi raccolti e pubblicati in volumi tankōbon.

## Trama
Kei Kikuno è una studentessa universitaria, che studia per superare l'esame di secondo livello in contabilità indetto dalla camera di commercio e industria giapponese e lavora part-time come sicario a pagamento per la Pururun, un'agenzia di ragazze che si fingono escort per potersi infiltrare e portare a termine gli incarichi.

## Media

### Manga
La serie ha iniziato la serializzazione sul sito web Yawaraka Spirits della casa editrice Shogakukan il 26 aprile 2016, pubblicando il primo volume il 10 marzo 2017. Al 12 agosto 2022, sono stati pubblicati un totale di 7 volumi tankobon. In Italia la serie viene pubblicata da Edizioni BD sotto l'etichetta J-Pop dal 9 giugno 2021. La traduzione dei testi è curata da Silvia Ricci Nakashima.
| Nº | Data di prima pubblicazione | Data di prima pubblicazione | Data di prima pubblicazione | Data di prima pubblicazione |
| Nº | Giapponese                  | Giapponese                  | Italiano                    | Italiano                    |
| -- | --------------------------- | --------------------------- | --------------------------- | --------------------------- |
| 1  | 10 marzo 2017               | ISBN 978-4-09-189449-6      | 9 giugno 2021               | ISBN 978-88-349-0473-2      |
| 2  | 12 luglio 2017              | ISBN 978-4-09-189593-6      | 25 agosto 2021              | ISBN 978-88-349-0733-7      |
| 3  | 12 ottobre 2017             | ISBN 978-4-09-189677-3      | 20 ottobre 2021             | ISBN 978-88-349-0783-2      |
| 4  | 11 maggio 2018              | ISBN 978-4-09-860008-3      | 29 dicembre 2021            | ISBN 978-88-349-0870-9      |
| 5  | 12 novembre 2019            | ISBN 978-4-09-860508-8      | 9 febbraio 2022             | ISBN 978-88-349-0926-3      |
| 6  | 10 luglio 2020              | ISBN 978-4-09-860662-7      | 6 aprile 2022               | ISBN 978-88-349-0990-4      |
| 7  | 12 agosto 2022              | ISBN 978-4-09-861433-2      | 5 luglio 2023               | ISBN 978-88-349-2245-3      |